# Franz Xaver Kleinhans
Franz (Xaver) Kleinhans (* 12. September 1699 in Unterpinswang (Tirol); † 15. August 1776 ebenda) war ein Hof- und Stiftsbaumeister des Rokoko im Hochstift Augsburg.

## Leben
Franz Xaver Kleinhans erwählte den Beruf des Bauhandwerkers und ging bei dem Maurermeister Anton Scheidle in Elbigenalp im oberen Lechtal in die Lehre. Als Geselle arbeitete er wahrscheinlich mit jenen Bautrupps, die alljährlich mit ihren Meistern zur Ausführung großer Aufträge ins Alpenvorland, nach Franken und Württemberg hinauszogen.
1725 ehelichte er die ebenfalls aus Unterpinswang stammende Maria Seelos. Das Paar hatte zehn Kinder, von denen jedoch sieben bereits im Kleinkindalter starben.
Beim Bau der Kirche Pinswang in seiner Heimatgemeinde im Jahre 1725 stieß er auf den Füssener Barockbaumeister Johann Georg Fischer, der den begabten Kleinhans als Polier, damals Parlier genannt, in seine Dienste nahm. Ab dem Jahr 1734 arbeitete er als Baumeister. Dies geht aus einem Brief hervor, den er an den Pfleger von Wellenburg schrieb und mit „Franz Kleinhanß Paumeister“ unterzeichnete. In seinem Siegel führte er eine Sonne mit Strahlen; in der Helmzier das Monogramm F K.
Im Jahr 1736 trennte sich Kleinhans von Fischer und wurde als selbstständiger Baumeister und Architekt der begehrteste und meistbeschäftigte Baumeister im Hochstift Augsburg. Als sein erstes eigenständiges Werk wird entweder die „Feldkapelle zur Schmerzhaften Muttergottes“ bei Schwabmünchen (südlich von Augsburg), ein Zentralbau von 1739, oder die ebenfalls 1739 errichtete Pfarrkirche St. Georg in Westendorf (bei Augsburg) angesehen. Zwar hatte Hofmaurermeister Balthasar Suiter für den seit etwa 1690 geplanten Westendorfer Kirchenbau bereits einen Kostenvoranschlag erarbeitet, der Generalvikar Zeiler brachte dann jedoch Kleinhans, der zu dieser Zeit bereits seinen Wohnsitz in Augsburg genommen hatte, in Vorschlag.
Sein Schaffensraum erstreckte sich etwa auf das Gebiet von Augsburg nach Süden bis Füssen im Ostallgäu bzw. ins grenznahe Tirol sowie nach Westen in das bayerische und württembergische Schwaben und Oberschwaben bis in den Raum Ulm an der Donau.
Während seiner Schaffenszeit war er an insgesamt 86 Werken als Polier bzw. als selbstständiger Baumeister beteiligt.
Im Bistum Augsburg hat er an 22 Kirchen als Planer und/oder Restaurator gewirkt und als Baumeister neun Kirchen erbaut.
Seine Sakralbauten sind vom Baustil her erkennbar an
- der Saalbauform des Langhauses mit fünf Säulen (Kleinhans war ein großer Marienverehrer; der Name Maria besteht aus fünf Buchstaben, deshalb die fünf Säulen),
- der Doppelempore,
- den Figuralplastiken zwischen den Fenstern,
- den hohen Rundbogenfenstern mit herzförmigen Fenstergruppen,
- dem umlaufenden – über den Fenstern aufbiegenden Gesims – der Pilastergebälke,
- dem Walmdach mit einer Krangaube an der Rückseite des Langhauses.

Außerdem schuf er phantasievolle Kirchturmbauten, erkennbar an den geschweiften Gesimsen, mit Pilastern oder Lisenen am Aufsatz sowie mit helmähnlichen welschen Dachhauben, wie z. B. in Pfronten und Nesselwang.
Nicht nur sakrale Bauten waren sein Metier. Er hat daneben zahlreiche weltliche Bauwerke, wie z. B. das bischöfliche Palais in Augsburg, geplant, erbaut und renoviert.
Im Jahr 1747 wurde Kleinhans als Nachfolger von Johann Georg Fischer zum Landbaumeister des Fürstlichen Hochstifts Augsburg, im Jahr 1761 zum Maurermeister des Domkapitels von Augsburg und im Frühjahr 1762 zum Hofbaumeister des Fürstlichen Hochstifts Augsburg ernannt.
Mit dem Saalbau der Denklinger Pfarrkirche St. Michael in den Jahren 1765/66, als eines seiner letzten Bauwerke, schließt sich sein Schaffenskreis.
In seinen letzten Lebensjahren hatte er das Amt eines Gemeindevorstehers in seinem Heimatdorf Unterpinswang inne. Er starb als vermögender und gönnerhafter Mann. Seine fachlichen und menschlichen Qualitäten finden in dem Sterbebucheintrag „vir aetate et virtute grandis“ (als einen Mann von hohem Alter und Verdienst) ihre Würdigung.

## Anerkennungen
- Die Franz-Kleinhans-Straße in Schwabmünchen
- Der Franz-Kleinhans-Weg in Denklingen
- In seiner Heimatgemeinde Unterpinswang ist an der Kirche eine Gedenktafel angebracht.

## Werke
Falls nicht anders angegeben, übernahm Kleinhans jeweils Planung und Bauleitung, die Ausführung erfolgte meist durch lokale Kräfte. Die Liste ist soweit möglich chronologisch geordnet.

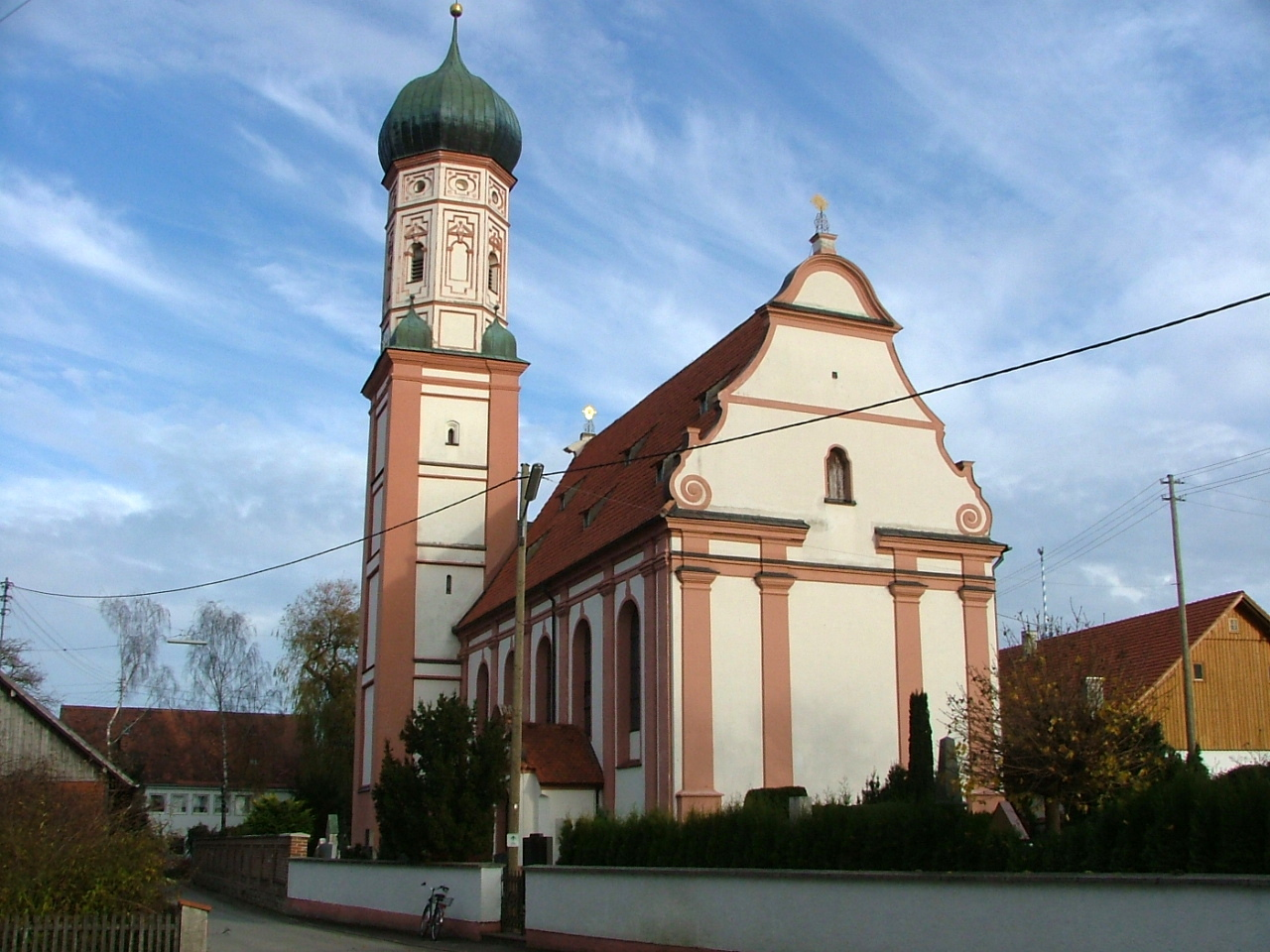
Wallfahrtskirche Oberostendorf

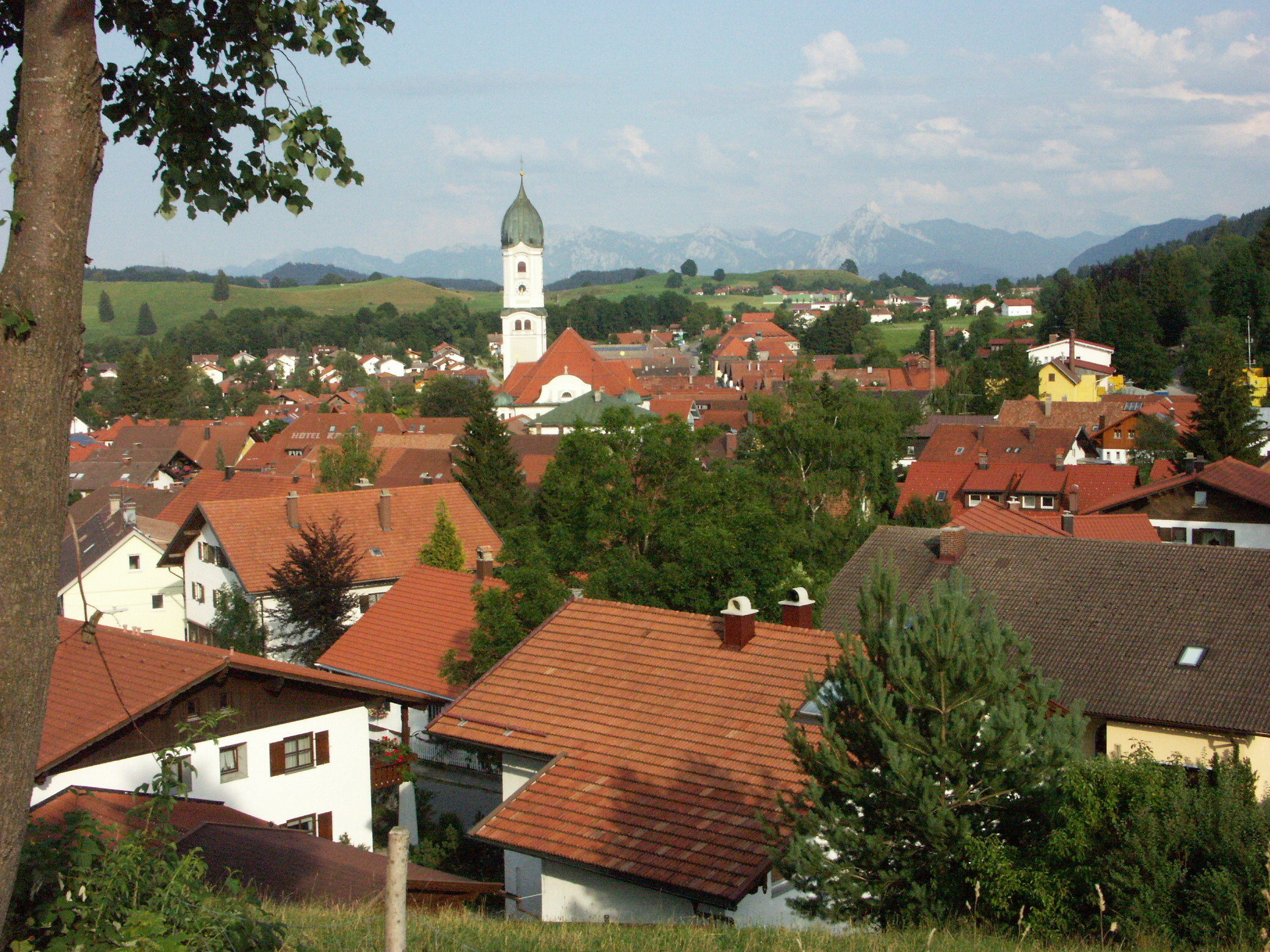
Nesselwang, Turm der Pfarrkirche

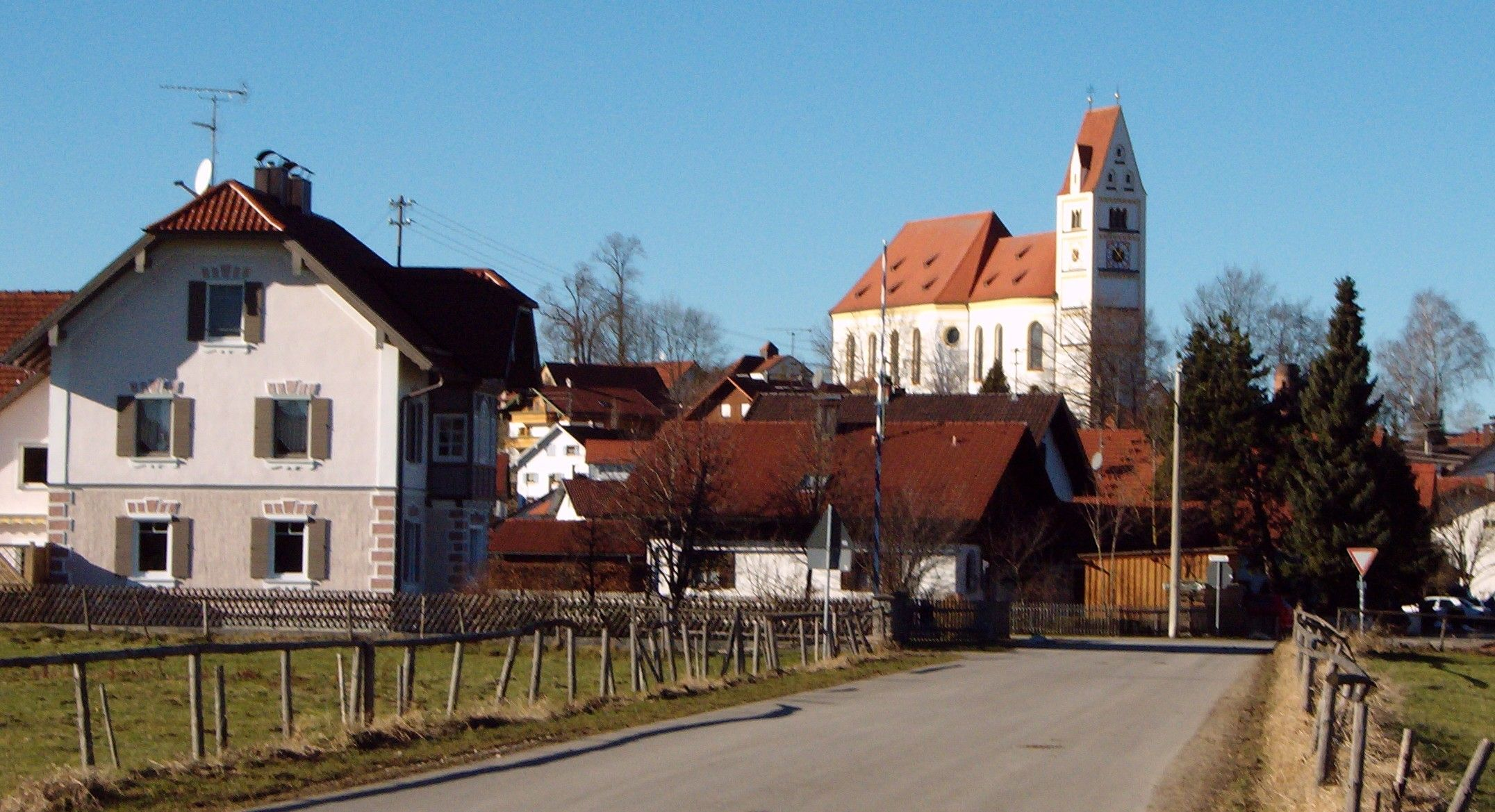
Denklingen, Saalbau der Pfarrkirche

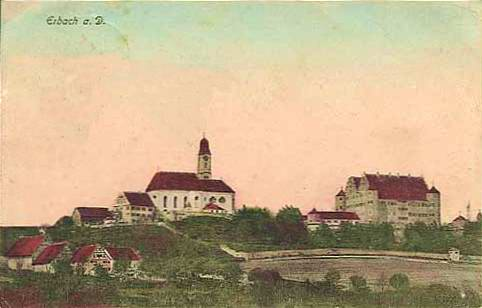
Erbach an der Donau mit Kirche St. Ulrich und Martin, Ansicht um 1920

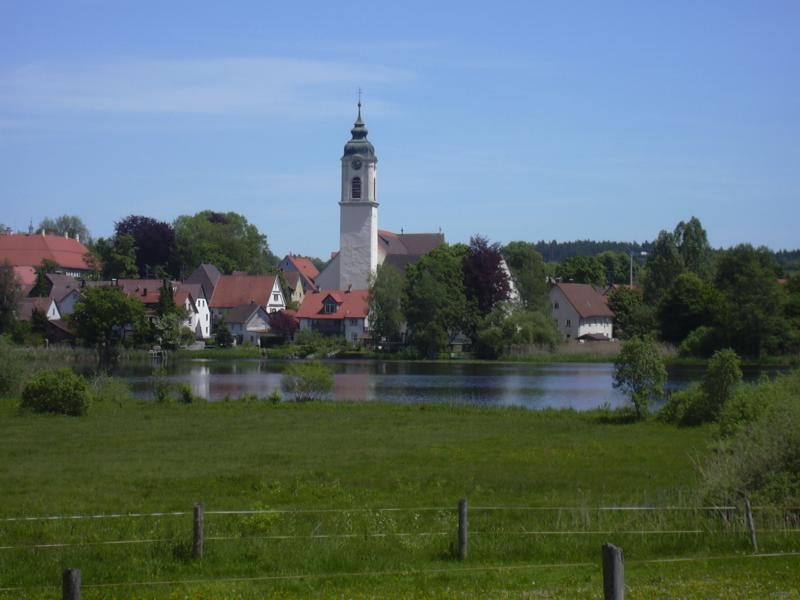
Kißlegg, Turm von St. Gallus und Ulrich

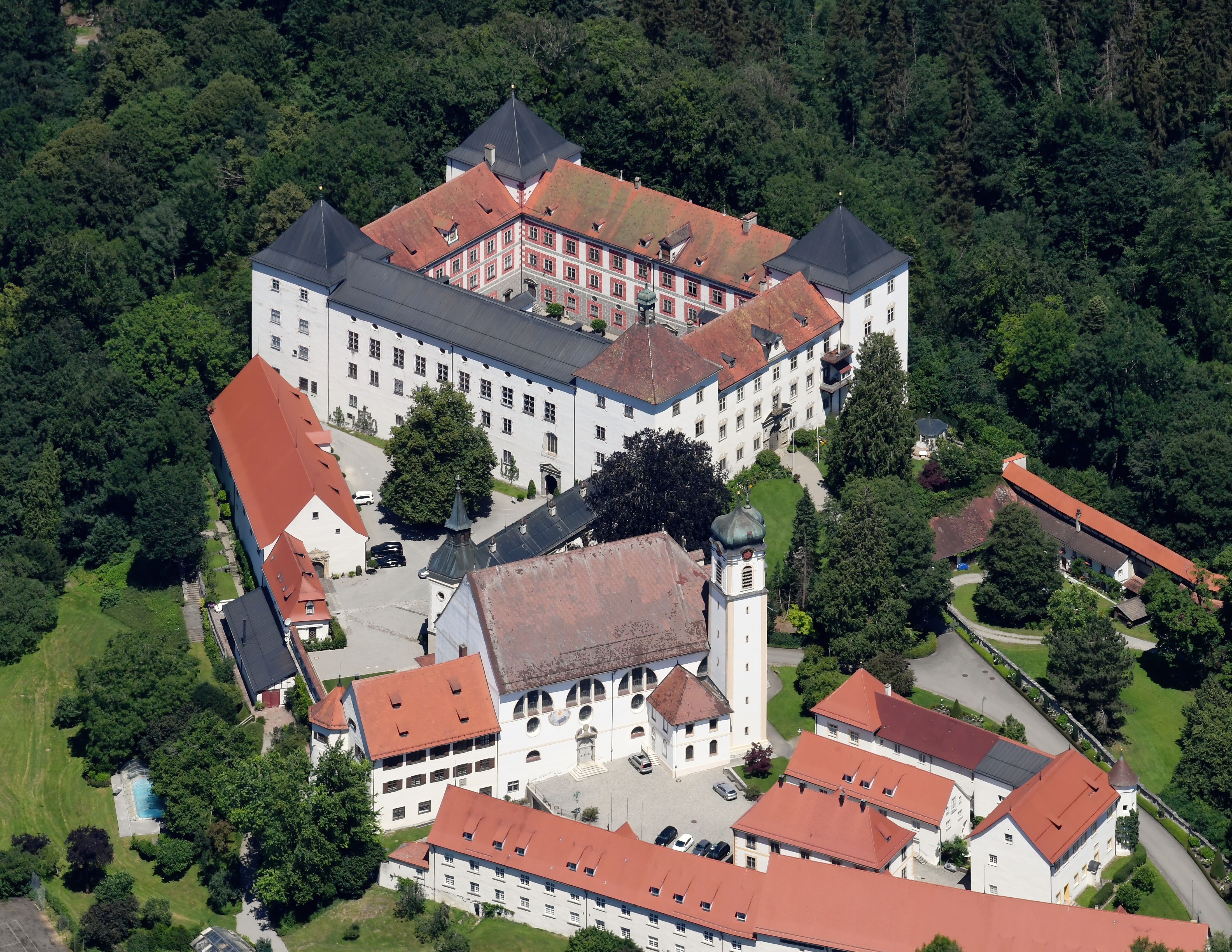
Wolfegg, Turm von St. Katharina

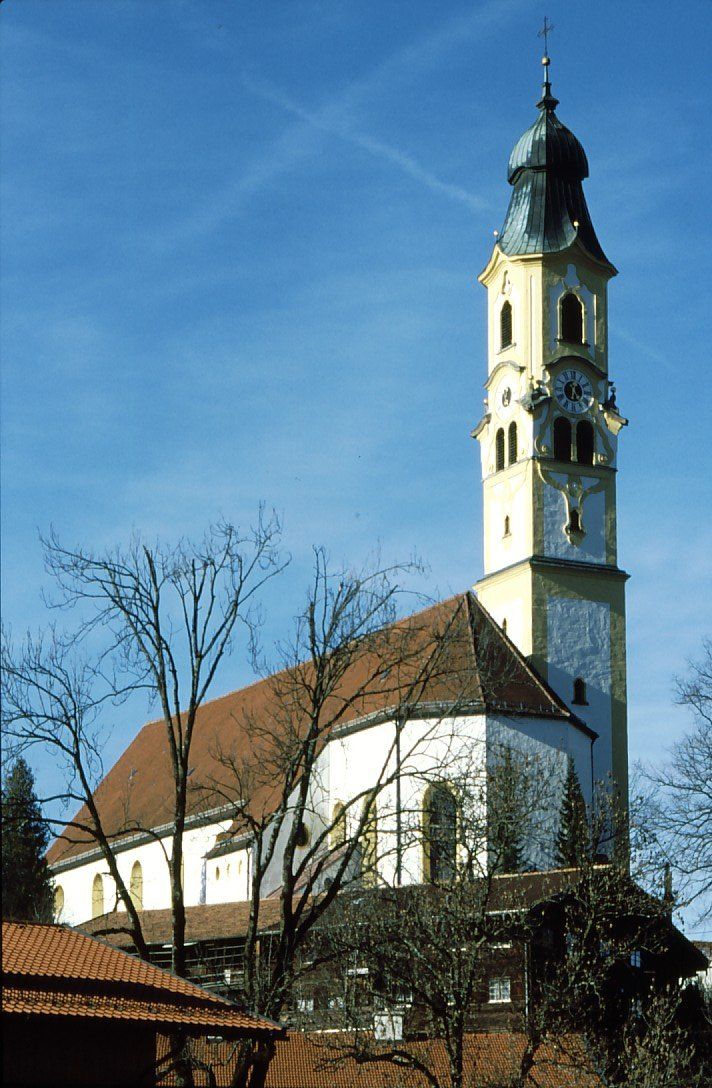
Pfronten, Turm und Haube der Pfarrkirche St. Nikolaus

- Pinswang, Tirol: Ausführung des Neubaus der Pfarrkirche St. Ulrich, nach Plänen von und zusammen mit Johann Georg Fischer, ab 1725. Bauherr: der Füssener Abt Dominikus Dierling
- Buchloe, Landkreis Ostallgäu: Ausführung der Stadtpfarrkirche Mariä Himmelfahrt, 1729/30. Kleinhans war ein großer Marienverehrer, damit wird die Fünfzahl der Säulen, Fenster und Altäre begründet (das Wort Maria besteht aus fünf Buchstaben).
- Klosterlechfeld, Landkreis Augsburg: Ausführung der Umgestaltung des Innenraumes der Pfarrkirche Maria Hilf, 1731/32
- Leitershofen, Landkreis Augsburg: Ausführung der Pfarrkirche St. Oswald, 1731/32
- Wellenburg bei Augsburg, ein Schloss der Familie Fugger: Ausführung der Umgestaltung und des teilweisen Neubaus, 1731
- Dillingen an der Donau: Portal und Orgelempore der Klosterkirche Mariä Himmelfahrt des Franziskanerinnenklosters, erbaut 1736–40. Beteiligung als Polier ab 1736. Baumeister: Johann Georg Fischer

- Schwabmünchen, Landkreis Augsburg (am Weg von Schwabmünchen nach Untermeitingen): Neubau der Feldkapelle zur Schmerzhaften Muttergottes, Zentralbau, 1739. Wahrscheinlich sein erstes eigenständiges Werk (oder die nachstehende Kirche in Westendorf)
- Westendorf, Landkreis Augsburg: Neubau der Pfarrkirche St. Georg, unter Beibehaltung des spätgotischen Chor- und Turmunterbaus, 1739/40. Wahrscheinlich entstanden die beiden Seitenschiffe, das Langhaus, sowie ein neuer Dachstuhl bereits früher (1690 erste Erwähnung eines Bauvorhabens). Der Bau weist typische Merkmale der „Füssener Kirchenbauschule“ auf (siehe Weblinks)
- Pfronten-Berg, Landkreis Ostallgäu: Turm der Pfarrkirche St. Nikolaus, 17(46–)49
- Fristingen, heute ein Stadtteil von Dillingen an der Donau: Neubau der Pfarrkirche St. Blasius, 1746/47–1752
- Wittislingen, Landkreis Dillingen an der Donau: Neubau der Pfarrkirche St. Ulrich und Martin, 1747
- Oberostendorf, Landkreis Ostallgäu: Umgestaltung der Wallfahrtskirche Mariä Himmelfahrt, 1747

- Nesselwang, Landkreis Ostallgäu: Turm der Pfarrkirche St. Andreas, 1748
- Großaitingen, Landkreis Augsburg: Langhaus der Pfarrkirche St. Nikolaus, Plan von Kleinhans 1748, demgemäße Ausführung 1750
- Bobingen, Landkreis Augsburg: Neubau der Wallfahrtskirche „Unsere Liebe Frau“, 1748/50–51. Zentralisierender Langhausbau
- Augsburg: Nordflügel der Fürstbischöflichen Residenz, bis 1752 (Zuschreibung)
- Lermoos, Tirol: Neubau der Pfarrkirche zur Heiligen Katharina, 1739 Plan von Kleinhans und Baubeschluss, 1751–1754 Ausführung unter Leitung von Kleinhans
- Unterostendorf, Landkreis Ostallgäu: Umgestaltung (nach anderen Angaben Neubau) der Filialkirche St. Stephan 1752–53
- Donaualtheim, heute ein Stadtteil von Dillingen an der Donau: Umbau der Pfarrkirche St. Vitus (Donaualtheim), 1752/53
- Burgberg im Allgäu: Neubau der Pfarrkirche St. Ulrich, ab 1754
- Mödingen, Landkreis Dillingen an der Donau: Neubau der Ebnerkapelle in der Klosterkirche Maria Medingen, 1755
- Augsburg: Neubau der Abteikirche St. Stephan, 1755–1761. Bauherr: Äbtissin M. Beata von Welden auf Laupheim (im Zweiten Weltkrieg stark beschädigt, danach wiederaufgebaut)
- Waal, Landkreis Ostallgäu: Wiederherstellung von Turmoberteil und Chor der Pfarrkirche St. Anna, 1758–62
- Leuterschach, heute ein Stadtteil von Marktoberdorf, Landkreis Ostallgäu: Neubau des Pfarrhauses, 1762
- Harthausen, Landkreis Günzburg an der Donau: Umbau des Mittelteils vom Schloss der Freiherren von Riedheim, 1763 (nach anderen Angaben 1765)
- Denklingen, Landkreis Landsberg am Lech: Saalbau der neuerrichteten Pfarrkirche St. Michael, 1765/66.
- Erbach bei Ulm, Alb-Donau-Kreis: Neubau der Kirche St. Martin, Plan von Kleinhans 1754, Ausführung 1767–69
- Steinheim an der Donau, heute ein Stadtteil von Dillingen an der Donau: Umbau der Pfarrkirche Mariä Reinigung, Plan von Kleinhans 1762, Ausführung 1775

Weitere, bisher nicht datierte, Arbeiten von Kleinhans:
- Batzenhofen, heute ein Stadtteil von Gersthofen: St. Martin. Ausführung: Maurermeister Joseph Meitinger aus Ustersbach und Zimmermeister Georg Höck aus Deubach. Auftraggeberin: Äbtissin M. Eva Rosina von Bodman. Kosten: 1737 Gulden.
- Wolfegg, Landkreis Ravensburg: Turm von St. Katharina
- Kißlegg, Landkreis Ravensburg: Turm von St. Gallus und Ulrich